# Montmorillon
Pour les articles homonymes, voir Montmorillon (homonymie).
Montmorillon  est une commune du Centre-Ouest de la France, sous-préfecture du département de la Vienne, en région Nouvelle-Aquitaine. Ses habitants sont nommés les Montmorillonnaises et Montmorillonnais et sont parfois surnommés les Macarons en référence au petit gâteau produit localement depuis le XIXe siècle.

## Géographie

### Localisation
À vol d'oiseau, la ville se situe à 50 km de Poitiers, 60 km de Châtellerault, 90 km de Limoges, 120 km d'Angoulême, 135 km de Niort, 140 km de Tours, 240 km de Bordeaux et 350 km de Paris.
| Pindray | Jouhet            | Journet           |
| Sillars | Montmorillon      | Saint-Léomer      |
| Saulgé  | Lathus-Saint-Rémy | Bourg-Archambault |

### Géologie et relief
La région de Montmorillon présente un paysage de plaines vallonnées plus ou moins boisées, de vallées et de bocages.
Le territoire est marqué aussi par la présence de la ville. La commune est traversée par la rivière Gartempe. Le terroir se compose de terres de brandes pour 66 % et d'argile à silex peu profonde pour 8 % sur les plateaux du seuil du Poitou, de groies dolomitiques pour 5 % sur les plaines calcaires, de terrasses alluviales pour 11 % et de vallées étroites et encaissées pour 3 %. L'agglomération occupe 6 % de ce terroir.
La ville de Montmorillon a donné son nom à la montmorillonite, un constituant de certaines variétés d'argile. Cette substance est utilisée contre la gastro-entérite.

### Hydrographie
Le territoire de la commune est parcouru par 25 km de cours d'eau, avec comme rivière principale la Gartempe sur une longueur de 6 km.

### Voies de communication et de transports
Elle est desservie par la ligne de Poitiers à Limoges, passant par la gare de Montmorillon.
L'enclavement de Montmorillon en matière de transport peut expliquer en partie son retard de croissance et sa difficulté à se rendre attractif pour les entreprises comme pour les résidents. Dans une société où la gestion du temps est un enjeu de plus en plus central, l'éloignement, non pas tant spatial que temporel, du territoire montmorillonnais par rapport au cœur dynamique du département et de son offre de services (administratifs, de santé, culturels, économiques, etc.) est un handicap majeur.

### Climat
Le climat qui caractérise la commune est qualifié, en 2010, de « climat océanique altéré », selon la typologie des climats de la France qui compte alors huit grands types de climats en métropole. En 2020, la commune ressort du même type de climat dans la classification établie par Météo-France, qui ne compte désormais, en première approche, que cinq grands types de climats en métropole. Il s’agit d’une zone de transition entre le climat océanique, le climat de montagne et le climat semi-continental. Les écarts de température entre hiver et été augmentent avec l'éloignement de la mer. La pluviométrie est plus faible qu'en bord de mer, sauf aux abords des reliefs.
Les paramètres climatiques qui ont permis d’établir la typologie de 2010 comportent six variables pour les températures et huit pour les précipitations, dont les valeurs correspondent à la normale 1971-2000. Les sept principales variables caractérisant la commune sont présentées dans l'encadré ci-après.
| Paramètres climatiques communaux sur la période 1971-2000 - Moyenne annuelle de température : 11,8 °C - Nombre de jours avec une température inférieure à −5 °C : 2,6 j - Nombre de jours avec une température supérieure à 30 °C : 6,5 j - Amplitude thermique annuelle : 15 °C - Cumuls annuels de précipitation : 782 mm - Nombre de jours de précipitation en janvier : 11,7 j - Nombre de jours de précipitation en juillet : 6,8 j |

Avec le changement climatique, ces variables ont évolué. Une étude réalisée en 2014 par la Direction générale de l'Énergie et du Climat complétée par des études régionales prévoit en effet que la  température moyenne devrait croître et la pluviométrie moyenne baisser, avec toutefois de fortes variations régionales. La station météorologique de Météo-France installée sur la commune et mise en service en 1990 permet de connaître en continu l'évolution des indicateurs météorologiques. Le tableau détaillé pour la période 1981-2010 est présenté ci-après.
| Mois                                  | jan.           | fév.           | mars          | avril         | mai           | juin          | jui.          | août          | sep.          | oct.          | nov.          | déc.           | année      |
| ------------------------------------- | -------------- | -------------- | ------------- | ------------- | ------------- | ------------- | ------------- | ------------- | ------------- | ------------- | ------------- | -------------- | ---------- |
| Température minimale moyenne (°C)     | 2,3            | 2,2            | 4,3           | 6             | 9,8           | 12,9          | 14,5          | 14,6          | 11,3          | 9,1           | 4,9           | 2,6            | 7,9        |
| Température moyenne (°C)              | 5,2            | 5,8            | 8,7           | 10,8          | 14,9          | 18,2          | 20,3          | 20,5          | 16,6          | 13,1          | 8,1           | 5,3            | 12,3       |
| Température maximale moyenne (°C)     | 8              | 9,4            | 13,1          | 15,6          | 20            | 23,6          | 26            | 26,3          | 21,9          | 17,1          | 11,4          | 8              | 16,7       |
| Record de froid (°C) date du record   | −11,5 09.01.09 | −15,6 09.02.12 | −9,7 01.03.05 | −2,6 10.04.03 | 0,6 14.05.95  | 6 03.06.04    | 7,9 08.07.96  | 6,3 30.08.93  | 2 21.09.05    | −3,6 30.10.97 | −9,1 22.11.93 | −10,9 19.12.09 | −15,6 2012 |
| Record de chaleur (°C) date du record | 18,5 05.01.99  | 24,1 27.02.19  | 25,8 31.03.21 | 30,1 30.04.05 | 31,7 28.05.17 | 38,6 27.06.11 | 40,5 23.07.19 | 40,2 07.08.20 | 38,8 04.09.23 | 29,1 02.10.11 | 24,3 08.11.15 | 18,7 07.12.00  | 40,5 2019  |
| Précipitations (mm)                   | 70,7           | 55,5           | 57,5          | 69,2          | 68,3          | 56            | 50,1          | 56,1          | 61,3          | 81,7          | 81,4          | 81,3           | 789,1      |

## Urbanisme

### Typologie
Au 1er janvier 2024, Montmorillon est catégorisée petite ville, selon la nouvelle grille communale de densité à sept niveaux définie par l'Insee en 2022.
Elle appartient à l'unité urbaine de Montmorillon, une unité urbaine monocommunale constituant une ville isolée,. Par ailleurs la commune fait partie de l'aire d'attraction de Montmorillon, dont elle est la commune-centre,. Cette aire, qui regroupe 18 communes, est catégorisée dans les aires de moins de 50 000 habitants,.

### Occupation des sols
L'occupation des sols de la commune, telle qu'elle ressort de la base de données européenne d’occupation biophysique des sols Corine Land Cover (CLC), est marquée par l'importance des territoires agricoles (72 % en 2018), en diminution par rapport à 1990 (73,2 %). La répartition détaillée en 2018 est la suivante : 
prairies (26,2 %), terres arables (25,6 %), zones agricoles hétérogènes (20,2 %), milieux à végétation arbustive et/ou herbacée (8,6 %), forêts (8,5 %), zones urbanisées (8,3 %), zones industrielles ou commerciales et réseaux de communication (2 %), mines, décharges et chantiers (0,6 %). L'évolution de l’occupation des sols de la commune et de ses infrastructures peut être observée sur les différentes représentations cartographiques du territoire : la carte de Cassini (XVIIIe siècle), la carte d'état-major (1820-1866) et les cartes ou photos aériennes de l'IGN pour la période actuelle (1950 à aujourd'hui).

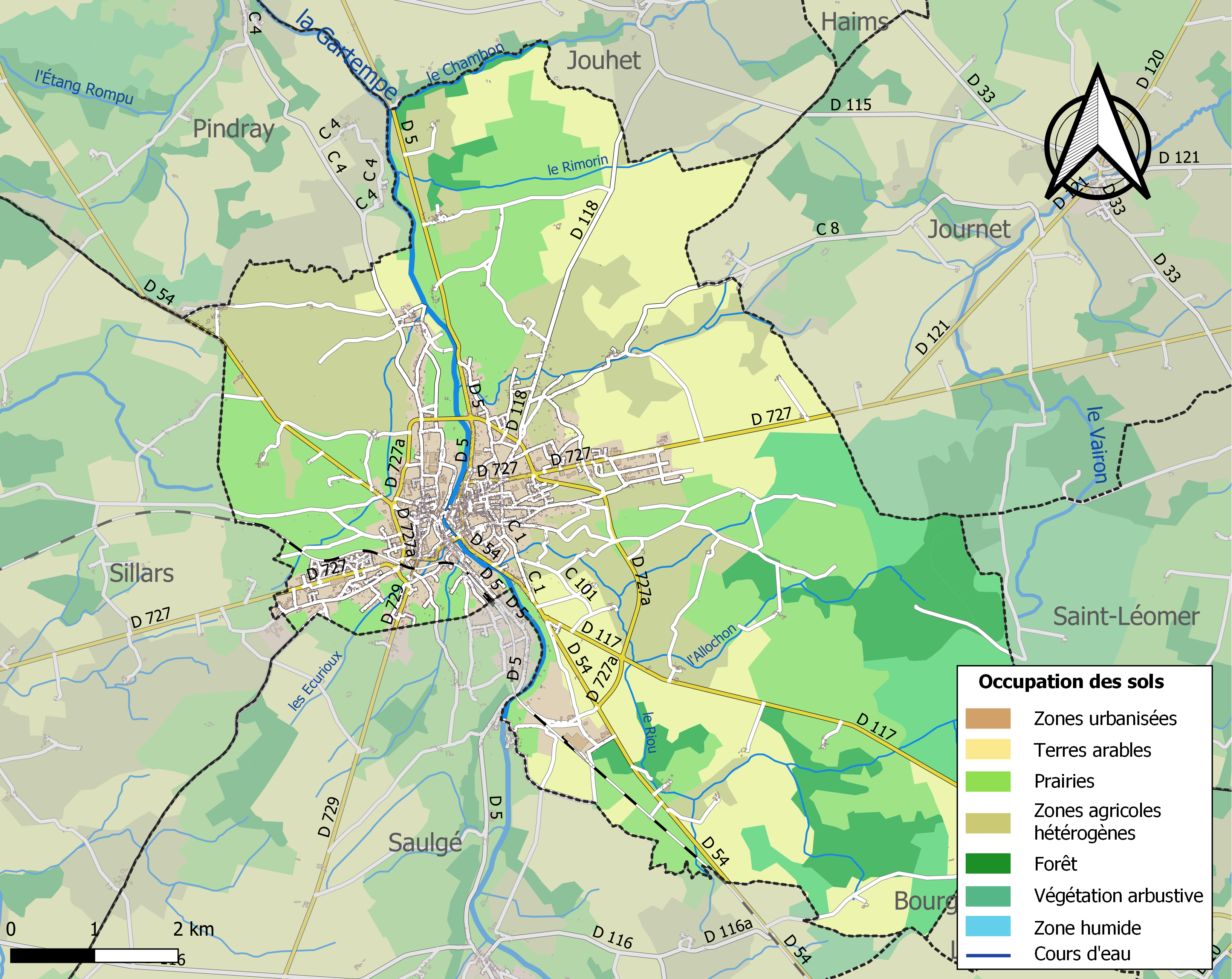
Carte des infrastructures et de l'occupation des sols de la commune en 2018 (CLC).

### Risques majeurs
Le territoire de la commune de Montmorillon est vulnérable à différents aléas naturels : météorologiques (tempête, orage, neige, grand froid, canicule ou sécheresse), inondations, feux de forêts, mouvements de terrains et séisme (sismicité faible). Il est également exposé à deux risques technologiques, le transport de matières dangereuses et le risque nucléaire. Un site publié par le BRGM permet d'évaluer simplement et rapidement les risques d'un bien localisé soit par son adresse soit par le numéro de sa parcelle.

#### Risques naturels
Certaines parties du territoire communal sont susceptibles d’être affectées par le risque d’inondation par débordement de cours d'eau, notamment la Gartempe. La commune a été reconnue en état de catastrophe naturelle au titre des dommages causés par les inondations et coulées de boue survenues en 1982, 1993, 1995, 1999, 2009, 2010 et 2024,. Le risque inondation est pris en compte dans l'aménagement du territoire de la commune par le biais du plan de prévention des risques inondation (PPRI) « Montmorillon », approuvé le 25 juillet 1994, pour ce qui concerne les débordements de la Vienne, et par le PPRI « Gartempe-Montmorillon », prescrit le 28 janvier 2021, pour ce qui concerne les crues de la Gartempe.
Montmorillon est exposée au risque de feu de forêt. En 2014, le deuxième plan départemental de protection des forêts contre les incendies (PDPFCI) a été adopté pour la période 2015-2024. Les obligations légales de débroussaillement dans le département sont définies dans un arrêté préfectoral du 29 mai 2015,, celles relatives à l'emploi du feu et au brûlage des déchets verts le sont dans un arrêté permanent du 24 mai 2015,.

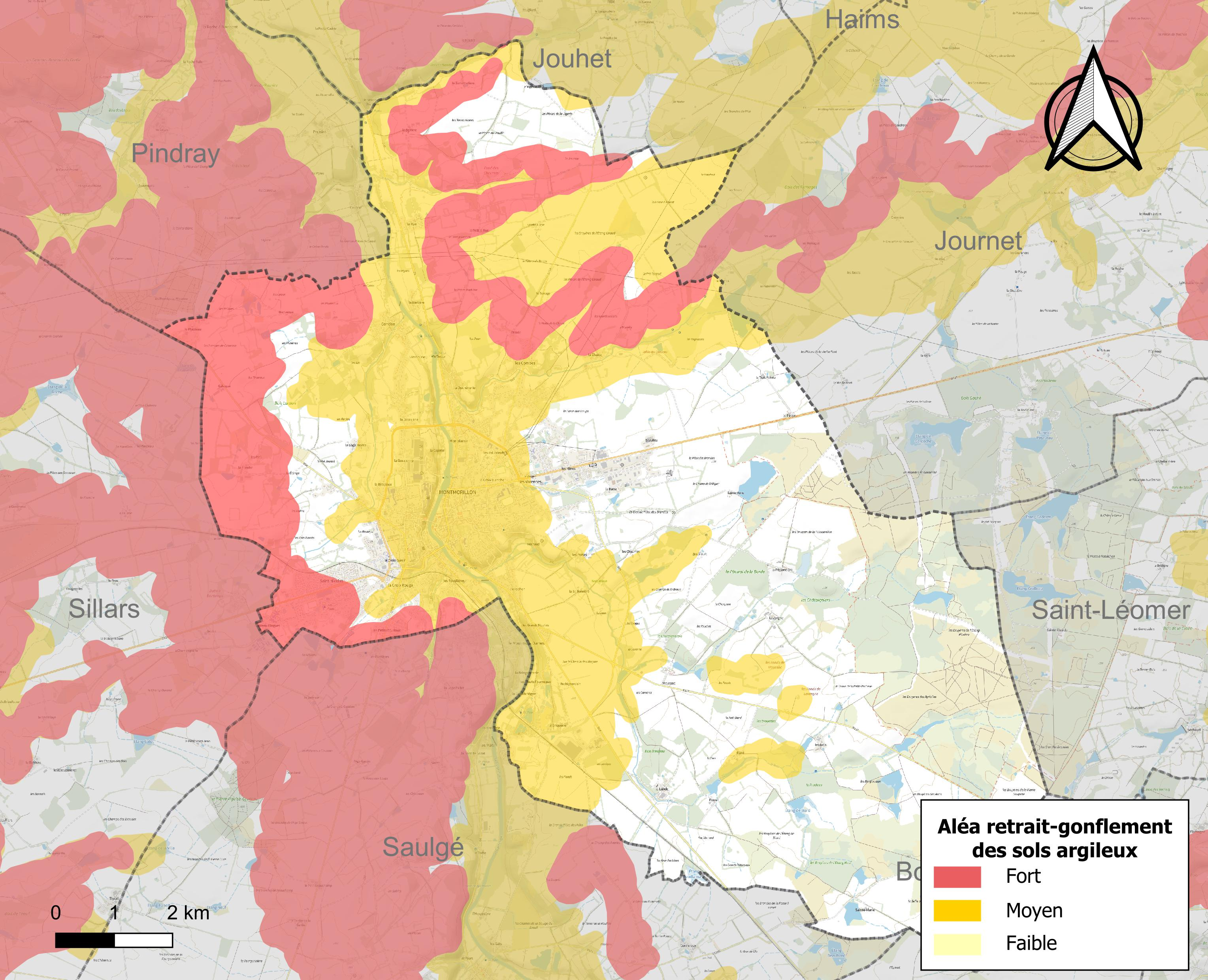
Carte des zones d'aléa retrait-gonflement des sols argileux de Montmorillon.

Les mouvements de terrains susceptibles de se produire sur la commune sont des affaissements et effondrements liés aux cavités souterraines (hors mines) et des tassements différentiels. Afin de mieux appréhender le risque d’affaissement de terrain, un inventaire national permet de localiser les éventuelles cavités souterraines sur la commune. Le retrait-gonflement des sols argileux est susceptible d'engendrer des dommages importants aux bâtiments en cas d’alternance de périodes de sécheresse et de pluie. 50 % de la superficie communale est en aléa moyen ou fort (79,5 % au niveau départemental et 48,5 % au niveau national). Depuis le 1er octobre 2020, en application de la loi ÉLAN, différentes contraintes s'imposent aux vendeurs, maîtres d'ouvrages ou constructeurs de biens situés dans une zone classée en aléa moyen ou fort,.
La commune a été reconnue en état de catastrophe naturelle au titre des dommages causés par la sécheresse en 1993, 1996, 2011, 2016, 2017, 2019 et 2020 et par des mouvements de terrain en 1989, 1999 et 2010.

#### Risque technologique
La commune étant située dans le périmètre du plan particulier d'intervention (PPI) de 20 km autour de la centrale nucléaire de Civaux, elle est exposée au risque nucléaire. En cas d'accident nucléaire, une alerte est donnée par différents médias (sirène, sms, radio, véhicules). Dès l'alerte, les personnes habitant dans le périmètre de 2 km se mettent à l'abri. Les personnes habitant dans le périmètre de 20 km peuvent être amenées, sur ordre du préfet, à évacuer et ingérer des comprimés d’iode stable,,.

## Histoire

### Préhistoire
Entre 1968 et 1982, plusieurs campagnes de fouilles sont organisées et dirigées par Pierre Marcel sur le gisement de "La Piscine", site préhistorique situé à proximité du Centre aquatique de Montmorillon. L'archéologie a permis de mettre au jour des vestiges variés, témoignage de la présence d'occupations humaines durant la phase magdalénienne (entre -15 500 et -12 000).

### Antiquité
De cette période, Montmorillon ne conserve que peu de traces.Toutefois, le territoire semble avoir été occupé par de grands ensembles agricoles, artisanaux ou religieux (Sanctuaire gallo-romain de Mazamas à Saint-Léomer).

### Moyen Âge
La ville est citée pour la première fois à la fin du XIe siècle, dans une charte qui cite le seigneur de Montmorillon : Ranulfe. En 1050, Ranulfe est seigneur de Montmorillon et fit construire l'église Notre-Dame dont il ne reste que l’abside et le transept, le reste datant du siècle suivant. C’est autour de ces lieux que Montmorillon se forma, dans la rue qui grimpe depuis la rivière jusqu'à l’église Notre-Dame et dans les rues avoisinantes.
Toutefois, dès le XIIe siècle, des conflits apparaissent entre les comtes de la Marche et ceux du Poitou, et Montmorillon devient une place-forte frontalière. La ville et le château construit pour surveiller le passage de la Gartempe, se fortifient. C’est également au XIIe siècle  que furent construits la Maison-Dieu, l’Octogone, la chapelle Saint-Laurent ainsi qu’une première église Saint-Martial dont il ne reste qu’une tour, base de l’ancien clocher.
Pierre du Marché fonde à Montmorillon la plus ancienne confrérie laïque d'assistance connue en Poitou. Elle obtient confirmation épiscopale et pontificale en 1107 lors du concile de Reims. C'est sur ce terreau que l'Hôtel Dieu de la ville a pu se développer par la suite. L'établissement est fortifié au cours de la guerre de Cent Ans.
En 1372, Bertrand Du Guesclin (1320-1380), mène la reconquête des provinces françaises sous domination anglaise. Ainsi, avec 3 000 aguerris, il entre en Poitou sous domination anglaise depuis le traité de Brétigny de 1360. Le premier assaut est donné contre le château de Montmorillon, « mal défendu, dont la garnison anglaise mal commandée ne pouvait opposer ni une longue ni une sérieuse résistance ». Les soldats de Du Guesclin s’en emparèrent et « passèrent tous les défenseurs au fil de l’épée ». De nouvelles fortifications ont été dressées en 1374 ou 1375, mais celles-ci furent insuffisantes lorsque des bandes de pillards entrèrent facilement dans la ville, 150 ans plus tard, et la mirent à sac. À la suite des incursions de ces bandes, François Ier autorise la ville à se fortifier. Montmorillon devient le siège d'une sénéchaussée royale. Montmorillon connaît de nombreux possesseurs jusqu'à la ruine du château au XVIe siècle.

### Temps Modernes
Les fortifications de la ville ne lui permirent pas de résister aux canons des forces protestantes et elle subit, au total, cinq sièges, avant la fin du XVe siècle. (ref nécessaires) Une période faste fait toutefois suite aux guerres de Religion, marquée par la restauration des grandes foires et la reconstruction de l'Hôtel Dieu par l'ordre des Augustins réformés, qui assument sa mission de soins médicaux et de charité jusqu'à la Révolution.
La Fronde au XVIIe siècle et les guerres du siècle suivant épuiseront ses finances et lèseront gravement ses habitants même si la ville voit l'implantation de nombreux hôtels particuliers pour les familles nobles de la ville.
L'instauration de nouveaux impôts provoquait parfois une solidarité inter-classes : ainsi, en 1707, lors de l'établissement de nouvelles aides sur le vin, le maire lui-même provoque la résistance et l’insurrection. Il est jugé responsable de l’émeute qui a suivi.

### Révolution française et époque contemporaine
La période révolutionnaire ne se caractérise pas, à Montmorillon, par les mêmes excès que dans bien d'autres villes de France.
Montmorillon accueille favorablement les avancées de la Révolution française. Elle plante ainsi son arbre de la liberté, symbole de la Révolution. Il devient le lieu de ralliement de toutes les fêtes et des principaux événements révolutionnaires. Chef-lieu du district de Montmorillon à partir de 1790, puis sous-préfecture à partir du Consulat, Montmorillon conserve également un tribunal d'instance depuis cette époque.
De grands travaux d'aménagement sont lancés aux XIXe siècle : un boulevard remplace les anciens remparts, un pont neuf est construit ainsi qu'un palais de justice qui deviendra un office de tourisme. Une ligne de chemin de fer, reliant Poitiers et Limoges, est inaugurée en 1878.
Au XIXe siècle, il y avait une bibliothèque catholique gratuite, une bibliothèque des jésuites, une bibliothèque au petit séminaire et une bibliothèque « S.P. Montis Maurilionis ».
Transformé en petit séminaire au XIXe siècle, l'Hôtel Dieu a longtemps été une pépinière scolaire et un berceau de vocations ecclésiastiques.
Pour célébrer la victoire de la République et du droit des peuples, un arbre de la liberté est planté à la fin de la Première Guerre mondiale, place de la Victoire. Il est replanté devant la gendarmerie.
À partir des années 1950, Montmorillon accueille le site de production des éditions Rossignol, spécialisées dans la conception de matériel pédagogique.
En écho à la contestation sociale nationale du début de 2009, une manifestation a lieu le 19 mars à Montmorillon, qui rassemble trois cents personnes.

## Politique et administration

### Tendances politiques et résultats

#### Élection présidentielle 2012
Lors de l'élection présidentielle de 2012, Montmorillon a placé en tête au 2nd tour le candidat du Parti Socialiste François Hollande avec plus de 56 % des voix. Au 1er tour, il était déjà arrivé en tête avec plus de 34 % des voix, devant le candidat Président Nicolas Sarkozy.

#### Élection présidentielle 2017
Lors de l'élection présidentielle de 2017, Montmorillon a placé en tête au 2d tour le candidat d'En Marche ! Emmanuel Macron, avec plus de 72 % des voix. Au 1er tour, il était déjà arrivé en tête avec plus de 26 % des voix, 2 points de plus que le résultat national. Il avait été suivi en 2e place par François Fillon, candidat LR.

### Instances judiciaires et administratives
La commune relève du tribunal d'instance de Poitiers, du tribunal de grande instance de Poitiers, de la cour d'appel de Poitiers, du tribunal pour enfants de Poitiers, du conseil de prud'hommes de Poitiers, du tribunal de commerce de Poitiers, du tribunal administratif de Poitiers et de la cour administrative d'appel de Bordeaux, du tribunal des pensions de Poitiers, du tribunal des affaires de la Sécurité sociale de la Vienne et de la cour d’assises de la Vienne.

### Services publics
La ville compte un hôpital avec un scanner médical et bloc opératoire.
Les réformes successives de La Poste ont conduit à la fermeture de nombreux bureaux de poste ou à leur transformation en simple relais. Toutefois, la commune a pu maintenir le sien. Elle en possède deux et possède un centre de tri.
Une Maison des services a vu le jour en 2015 regroupant plusieurs administration (CAF, CPAM, ComCom...). Elle a été construite juste à côté du nouveau bâtiment de Pôle Emploi (datant de 2014)
Une maison de retraite publique (Résidence autonomie) et une autre privée (Résidence d'or) complètent l'accueil de la ville.

#### Éducation
La commune possède trois lycées (un lycée général et technologique, un lycée professionnel et un lycée agricole), un collège, deux écoles maternelles et deux écoles primaires publiques et une école privée (Saint-Martial) allant des maternelles au collège.

### Jumelages
- Wadern (Allemagne) depuis 1968
- Medina del Campo (Espagne) depuis 1994

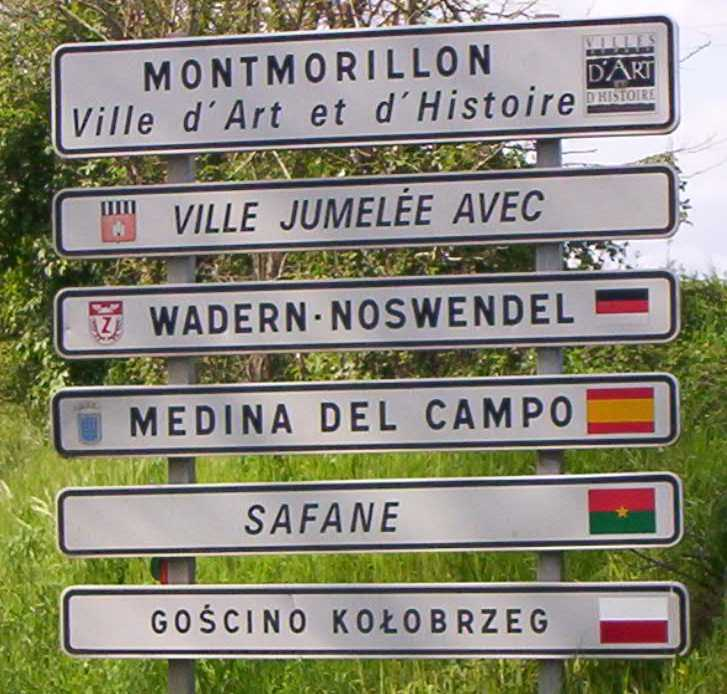
Panneau de jumelage de Montmorillon.

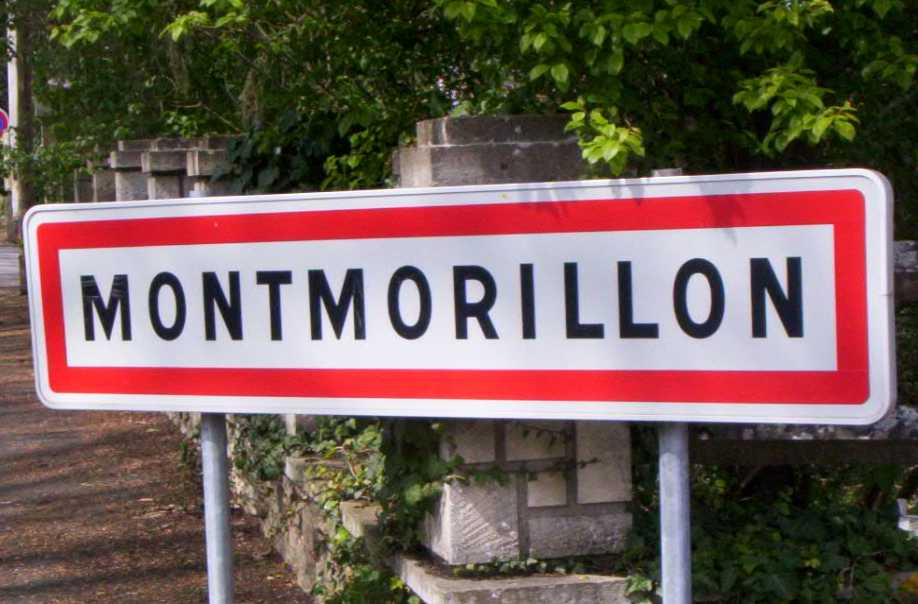
Panneau d'entrée de Montmorillon.

- Safané (Burkina Faso) depuis 1997, ville éponyme du département de Safané
- Gościno (Pologne) depuis 2003
- Putna (Roumanie) depuis 2013[40]

### Politique environnementale
Dans son palmarès 2024, le Conseil national de villes et villages fleuris de France a attribué trois fleurs à la commune.

## Démographie
L'évolution du nombre d'habitants est connue à travers les recensements de la population effectués dans la commune depuis 1793. Pour les communes de moins de 10 000 habitants, une enquête de recensement portant sur toute la population est réalisée tous les cinq ans, les populations de référence des années intermédiaires étant quant à elles estimées par interpolation ou extrapolation. Pour la commune, le premier recensement exhaustif entrant dans le cadre du nouveau dispositif a été réalisé en 2008.

En 2022, la commune comptait 5 867 habitants, en évolution de −2,18 % par rapport à 2016 (Vienne : +0,6 %, France hors Mayotte : +2,11 %).
| 1793  | 1800  | 1806  | 1821  | 1831  | 1836  | 1841  | 1846  | 1851  |
| ----- | ----- | ----- | ----- | ----- | ----- | ----- | ----- | ----- |
| 3 121 | 2 843 | 3 313 | 3 174 | 3 608 | 4 157 | 4 672 | 4 768 | 5 228 |

| 1856  | 1861  | 1866  | 1872  | 1876  | 1881  | 1886  | 1891  | 1896  |
| ----- | ----- | ----- | ----- | ----- | ----- | ----- | ----- | ----- |
| 4 968 | 5 130 | 5 203 | 5 010 | 5 105 | 5 128 | 5 158 | 5 268 | 5 284 |

| 1901  | 1906  | 1911  | 1921  | 1926  | 1931  | 1936  | 1946  | 1954  |
| ----- | ----- | ----- | ----- | ----- | ----- | ----- | ----- | ----- |
| 5 176 | 5 051 | 4 944 | 4 583 | 4 766 | 4 507 | 4 754 | 5 410 | 5 524 |

| 1962  | 1968  | 1975  | 1982  | 1990  | 1999  | 2006  | 2008  | 2013  |
| ----- | ----- | ----- | ----- | ----- | ----- | ----- | ----- | ----- |
| 5 743 | 6 034 | 6 685 | 6 954 | 6 667 | 6 898 | 6 584 | 6 443 | 6 197 |

| 2018  | 2022  | - | - | - | - | - | - | - |
| ----- | ----- | - | - | - | - | - | - | - |
| 5 911 | 5 867 | - | - | - | - | - | - | - |

En 2016, selon l’INSEE, la densité de population de la commune était de 105,2 hab./km2, 62,4 hab./km2 pour le département, 70,7 hab./km2 pour la région Nouvelle-Aquitaine et 117,9 hab./km2 pour la France.
Les dernières statistiques démographiques pour la commune de Montmorillon ont été fixées en 2016 et publiées en 2019.
L'évolution des naissances et décès de 1968 à 2007 est la suivante (INSEE):
- Entre 1999 et 2007 : 417 naissances et 773 décès ;
- Entre 1990 et 1999 : 558 naissances et 906 décès ;
- Entre 1982 et 1990 : 620 naissances et 658 décès ;
- Entre 1975 et 1982 : 744 naissances et 584 décès ;
- Entre 1968 et 1975 : 853 naissances et 587 décès.

L'évolution des naissances et décès de 1999 à 2008 est la suivante (INSEE) :
- en 2008 : 50 naissances et 115 décès ;
- en 2007 : 60 naissances et 87 décès ;
- en 2006 : 63 naissances et 98 décès ;
- en 2005 : 43 naissances et 98 décès ;
- en 2004 : 45 naissances et 84 décès ;
- en 2003 : 47 naissances et 118 décès ;
- en 2002 : 51 naissances et 91 décès ;
- en 2001 : 50 naissances et 89 décès ;
- en 2000 : 64 naissances et 95 décès ;
- en 1999 : 54 naissances et 100 décès.

La répartition de la population de la commune par âge en 2007 est la suivante selon l'INSEE :
- de 0 à 14 ans : 847 habitants (1 139 en 1999) ;
- de 15 à 29 ans : 1 064 habitants (1 174 en 1999) ;
- de 30 à 44 ans : 1 002 habitants (1 445 en 1999) ;
- de 45 à 59 ans : 1 499 habitants (1 196 en 1999) ;
- de 60 à 74 ans : 1 098 habitants (1 085 en 1999) ;
- de 75 ans ou plus : 1 004 habitants (856 en 1999).

La répartition de la population par âge et par sexe est la suivante (INSEE) :
- en 2007 : hommes 3 055 et femmes 3 458.

En outre, parmi les huit pays et les deux agglomérations structurant le département de la Vienne, sur la période 1999-2006, le Pays Montmorillonais est le seul à avoir une moyenne négative de l’évolution de sa population : - 0,23 % par an. De plus, contrairement à d’autres villes moyennes comme Loudun, Montmorillon, au sein de cette zone n’exerce aucune attractivité puisque sa propre population a diminué en moyenne sur cette période de 0,66 % par an, alors que dans le même temps, le département a gagné 8 000 habitants.
Cette chute démographique s’inscrit dans un vieillissement des populations du sud-est du département. C’est aussi une problématique qui s’inscrit dans une région plus vaste qui comporte les départements voisins : ainsi, si la part des + 60 ans dans le département de la Vienne atteint 23,2 %, il est de 32,7 % dans le département de la Creuse, 29 % dans le département de l'Indre et 26,3 % pour le département de la Charente.

## Économie
Au 31 décembre 2010, 7,1 % des établissements situés sur le sol de la commune étaient dans l'agriculture, 6,4 % dans l'industrie, 7,1 % dans la construction, 59,2 % dans le commerce, les transports et les services divers, 19 % dans l'administration publique, l'enseignement, la santé et l'action sociale.

### Agriculture
Selon la direction régionale de l'Alimentation, de l'Agriculture et de la Forêt de Poitou-Charentes, il n'y a plus que 29 exploitations agricoles en 2010 contre 41 en 2000.
Les surfaces agricoles utilisées ont légèrement diminué et sont passées de 3 861 hectares en 2000 à 3 731 hectares en 2010 dont 642 sont irrigables. Ces chiffres indiquent une concentration des terres sur un nombre plus faible d’exploitations. Cette tendance est conforme à l’évolution constatée sur tout le département de la Vienne puisque de 2000 à 2007, chaque exploitation a gagné en moyenne 20 hectares.
32 % des surfaces agricoles sont destinées à la culture des céréales (blé tendre essentiellement mais aussi orges et maïs), 8 % pour les oléagineux (colza et tournesol), 1 % pour les protéagineux, 38 % pour le fourrage et 16 % reste en herbes. En 2000 comme en 2010, un hectare est consacré à la vigne.
14 exploitations en 2010 (contre 19 en 2000) abritent un élevage de bovins (1 931 têtes en 2010 contre 2 364 têtes en 2000). C’est un des troupeaux de bovins les plus importants de la Vienne qui rassemblent 48 000 têtes en 2011.
12 exploitations en 2010 (contre 15 en 2000) abritent un élevage d'ovins (6 087 têtes en 2010 contre 6 193 têtes en 2000). C’est un des troupeaux importants d'ovins du département de la Vienne (En 2011, le nombre de têtes dans le département de la Vienne était de 214 300).
L'élevage de volailles a connu une baisse : 289 têtes en 2000 répartis sur 9 fermes contre 115 têtes en 2010 répartis sur 6 fermes.
L'élevage de caprins (1 006 têtes en 2000) a disparu au cours de cette décennie. Cette disparition est révélatrice de l’évolution qu’a connu, en région Poitou-Charentes, cet élevage au cours des deux dernières décennies : division par trois du nombre d’exploitations, augmentation des effectifs moyens par élevage (38 chèvres en 1988, 115 en 2000), division par 10 des chèvreries de 10 à 50 chèvres qui représentaient 50 % des troupeaux en 1988, et multiplication par six des élevages de plus de 200 chèvres qui regroupent, en 2000, 45 % du cheptel. Cette évolution a principalement pour origine la crise de surproduction laitière de 1990-1991 qui, en parallèle des mesures incitatives, a favorisé des départs d’éleveurs en préretraite.
La ville a une antenne de la Chambre d'agriculture de la Vienne.

### Industrie
La ville a une antenne de la Chambre de commerce et d'industrie de la Vienne

### Commerce
Chaque mercredi matin, la place du Maréchal-Leclerc accueille un marché: fruits et légumes de producteurs locaux et régionaux, fromages, volailles, miel, fleurs, vêtements, rotisseries, charcuteries, etc.

## Culture locale et patrimoine

### Patrimoine architectural

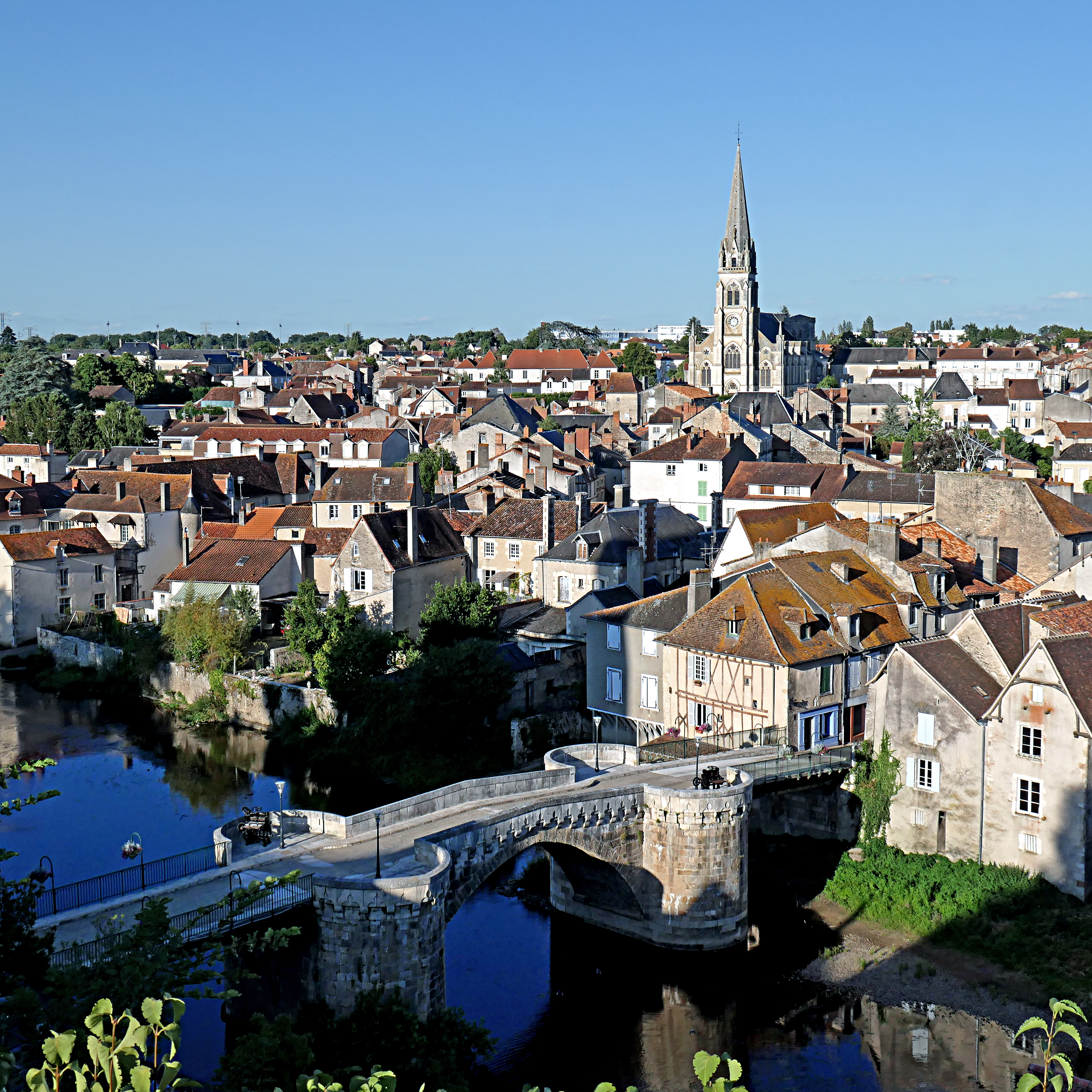
Pont sur la Gartempe à Montmorillon.

Montmorillon appartient au réseau des Villes et pays d'art et d'histoire, animé par le ministère de la Culture et les collectivités territoriales, et qui rassemblent les villes soucieuses de préserver et de promouvoir leurs patrimoines, à les préserver et les valoriser dans toute leur diversité : des vestiges antiques à l’architecture du XXIe siècle, des paysages à la création artistique, des savoir-faire à la mémoire des habitants. En 1987, le montmorillonnais, devenu Vienne et Gartempe, a été le premier Pays labellisé en France.

#### Quartiers historiques

##### Ville Basse
- Hôtel de Moussac situé au 16 rue Solferino : Les façades et les toitures (y compris le portail et les deux pavillons d'entrée) ; l'escalier intérieur avec sa rampe en fer forgé ; la cheminée de la bibliothèque au rez-de-chaussée ; les pièces suivantes avec leur décor : le petit et le grand salon, le boudoir, la salle à manger du rez-de-chaussée puis les cinq pièces avec boiseries et cheminées du premier étage sont classés Monument Historique depuis 1973[52].
- Hôtel sis au 7 rue Saint-Christophe : sont inscrits comme Monument Historique depuis 1987, la parc, la serre, le portail, le salon, la salle à manger, le décor intérieur[53].
- L'hôtel de Ladmirault a été construit au XVIIIe siècle. Cet hôtel particulier fut habité par le général de Ladmirault qui fut commandant en chef lors de la campagne d'Italie. Le bâtiment est acheté par la mairie en 1862. L'édifice est occupé depuis cette date par les services administratifs de la ville.
- Le Vieux Palais a été construit au XVe siècle. Il est situé sur les bords de la Gartempe. Cet édifice était le siège de la sénéchaussée de Montmorillon, où était exercée la justice du roi. De plan carré, le Vieux Palais est également doté d'une tourelle d'angle visible depuis le Vieux Pont.

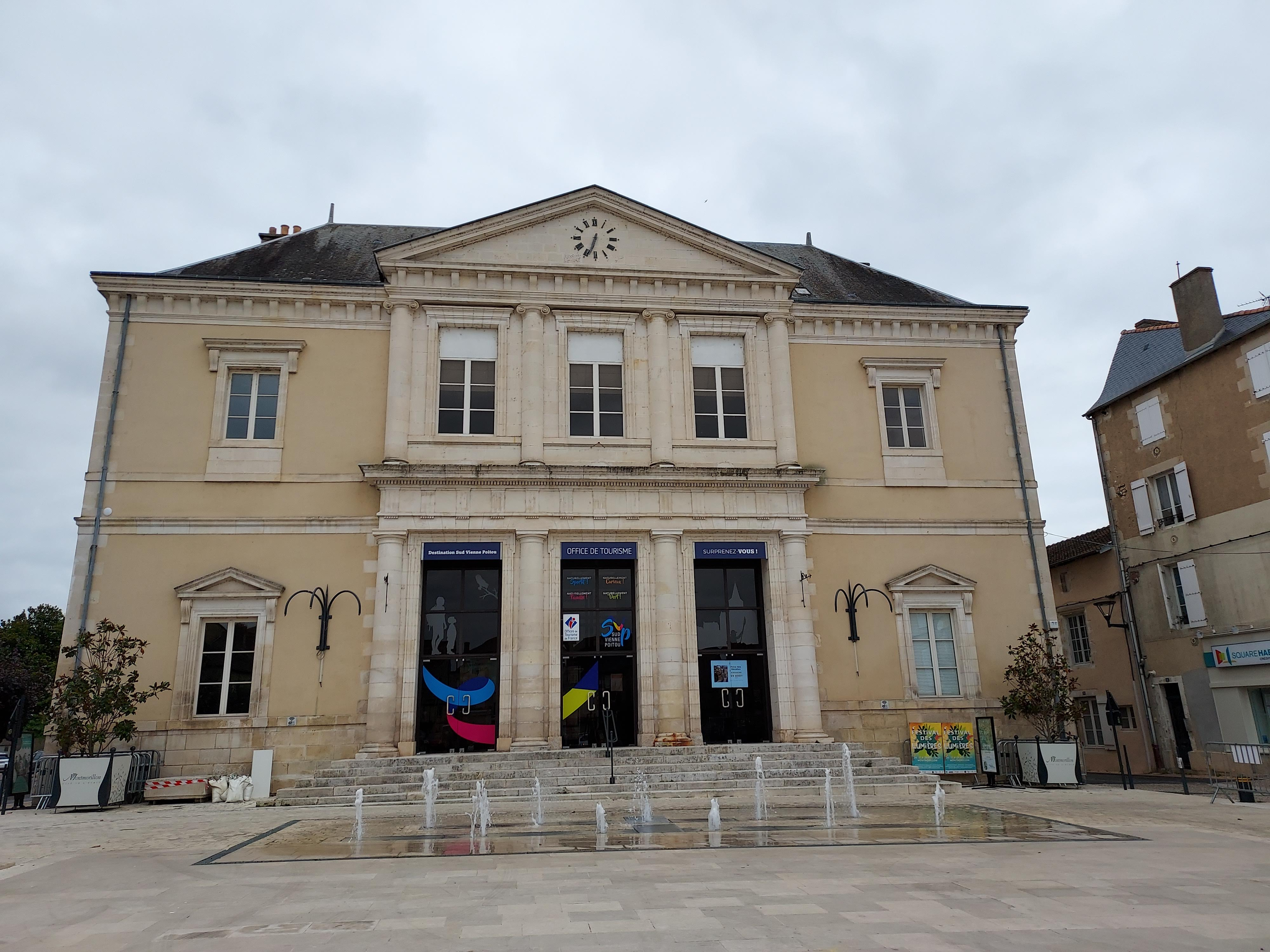
Ancien palais de justice de Montmorillon.

- Le Palais de Justice est de style antique mais il a été bâti en 1861 en remplacement de l'ancien lieu de justice qui était, alors, jugé trop exigu. Ce bâtiment de grande ampleur est caractéristique des édifices publics du XIXe siècle, qui puisaient dans le répertoire de l'Antiquité : la façade et ses colonnes doriques se retrouvent ainsi sur de nombreux palais de justice de l'époque.
- Montjoie en pierre du XIIe siècle sise sur la route de Bourg-Archambault au lieu-dit Moussac. La pierre est classée Monument Historique depuis 1942[54].
- Le château de La Lande. C'est une maison forte du XVIe siècle, transformée en château néogothique au XIXe siècle. Au XVIe siècle, le château se composait d'une maison rectangulaire, appuyé pour une de ses façades contre une grosse tour carrée et sur l'autre à une tour ronde abritant un escalier à vis. Les travaux de réfection de 1875 respectèrent les deux tours et le pigeonnier à mâchicoulis. Le château est entouré d'un parc d'une trentaine d'hectares abritant quelques châtaigniers et chênes très anciens.
- Le Vieux Pont date des XVe et XIXe siècles. Il se composait à l'origine de trois arches, et de deux avant-becs circulaires qui supportaient une chapelle et une porte fortifiée. Seule l'arche centrale a été conservée.

##### Ville Haute
La rive gauche de la Gartempe est la partie la plus ancienne de la ville et est appelée Brouard. Elle possède encore plusieurs maisons d'aspect médiéval, qui ont été restaurées dans le cadre de la création de la Cité de l’écrit et des métiers du livre en 2000. La maison dite du Brouard située au 6 rue Montebello est inscrite comme Monument Historique depuis 1942.

#### Monuments préhistoriques
Le dolmen de la Pierre Soupèze est classé monument historique depuis 1978.

#### Patrimoine religieux

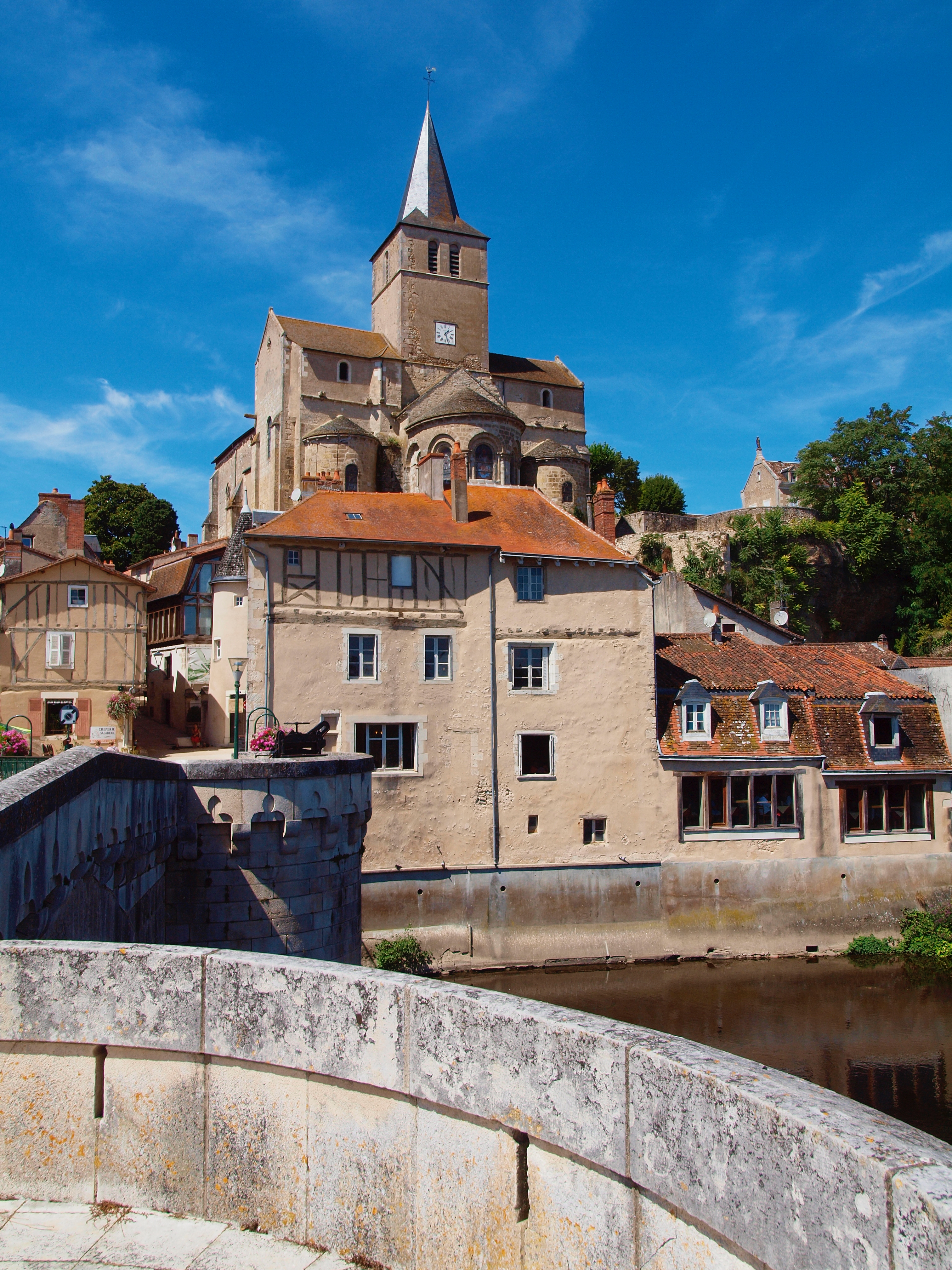
Église Notre Dame de Montmorillon

- L'église Saint-Martin de Montmorillon. L'édifice a été inscrit au titre des monuments historiques en 1985[57].
- L'église Saint-Laurent-de-la-Maison-Dieu de Montmorillon.
- L’église Notre-Dame de Montmorillon, est située dans le quartier du Brouard. Attestée par les sources écrites dès le XIe siècle, l’église possède un plan en croix latine dont le chœur est fortement désaxé par rapport à la nef. L'église a été de nombreuses fois remaniée, pendant les guerres de Cent Ans et de Religion. Restaurée dès le XIXe siècle, elle est également dotée d'une nouvelle chapelle dédiée au miracle de la Vierge en 1877. L'intérieur est orné d'objets mobiliers, comme la Déploration en terre cuite polychrome (XVIIe siècle) et l'immense tableau de l'Adoration des Mages offert par Napoléon III à la paroisse. Quant à la crypte sainte-Catherine, le décor de la fin XIIe - début XIIIe siècle peint dans le cul-de-four, évoque des scènes de la vie de sainte Catherine d'Alexandrie. On peut ainsi voir la scène de martyre des philosophes convertis au christianisme par la sainte, ainsi que le couronnement de cette dernière par la Vierge et l'Enfant[58]. L’église fait l'objet d'un classement au titre des monuments historiques depuis 1862[59].

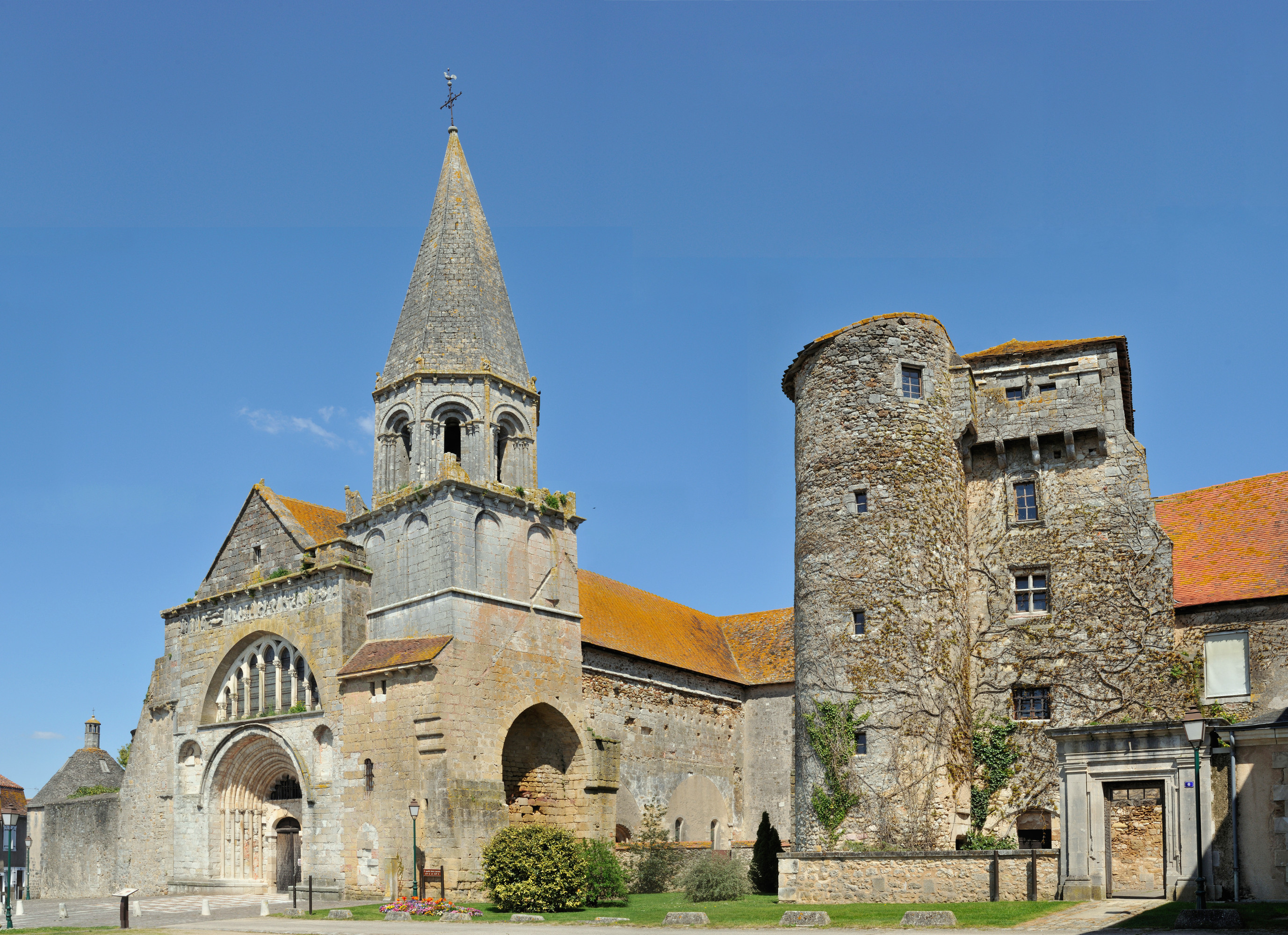
La chapelle Saint-Laurent et Saint-Vincent et l'ancienne Tour

- La Maison-Dieu fut fondée au XIe siècle et, a pour vocation l'accueil des pèlerins et des malades. Elle connaît un essor exceptionnel jusqu'au XVIe siècle, puis est reprise par les Augustins réformés de Bourges qui construisent, au XVIIe siècle, les bâtiments conventuels de style classique. Enfin, la Maison-Dieu est transformée en Petit Séminaire en 1807, avant de devenir un EHPAD en 1969 et de fermer ses portes en 2009. Les bâtiments conventuels se composent d’un Octogone datant des XIIe - XIIIe siècles dont le plan octogonal rappelle le Saint-Sépulcre de Jérusalem. Le monument est classé monument historique depuis 1840[60]. La Maison-Dieu est pourvue d’une chapelle fondée au XIIe siècle dédiée à saint Laurent et saint Vincent. L'église présente une façade remaniée au XVIIe siècle et une frise sculptée représentant l'Enfance du Christ ainsi qu'un clocher octogonal surmonté d'une flèche en pierre ouvragée. L'intérieur est paré de peintures murales du XIXe siècle qui s'adresse aux petits séminaristes en vue de leur mission future[58].

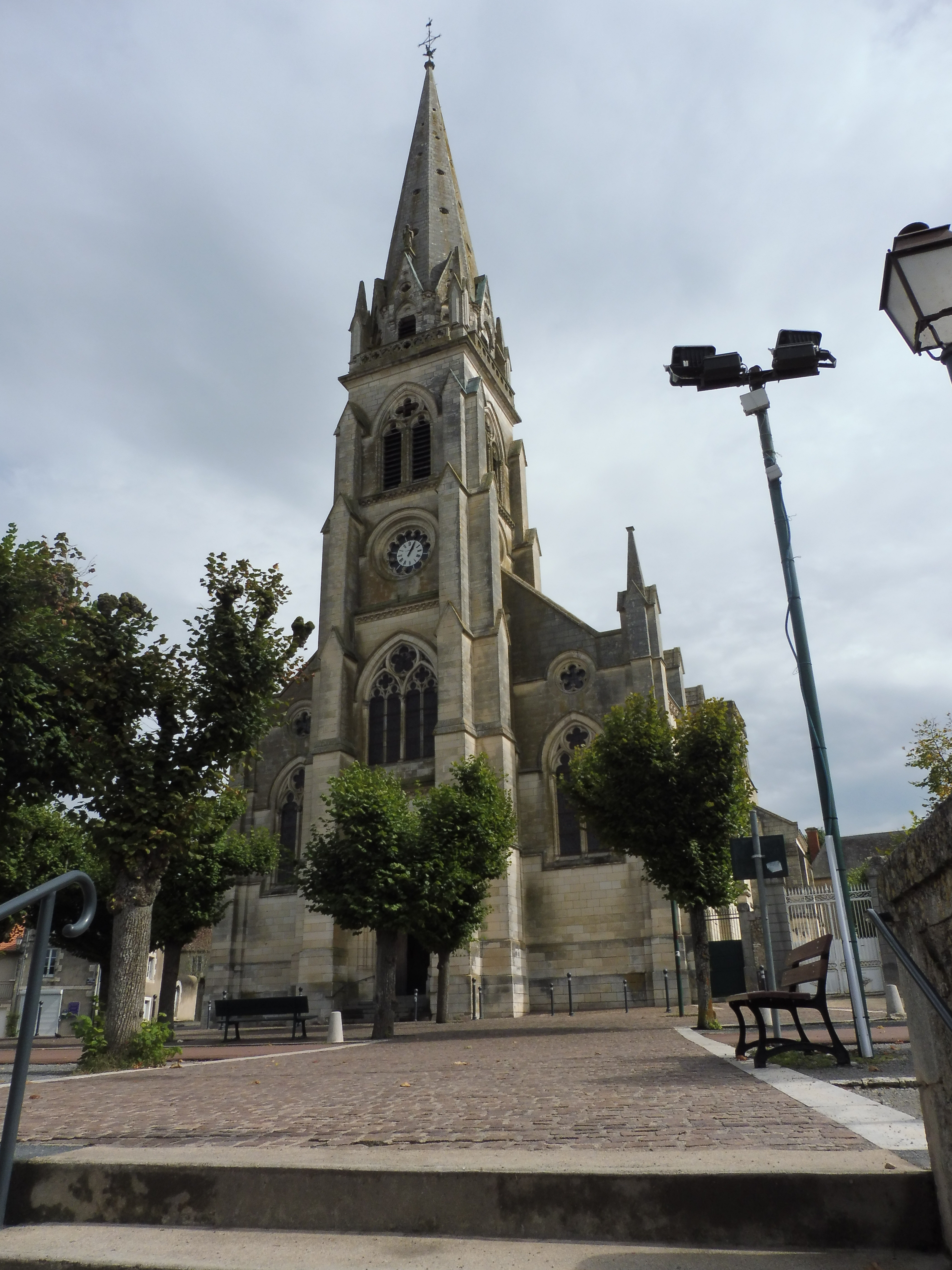
Église Saint-Martial de Montmorillon

- L’église Saint-Martial fut construite à l'emplacement d'une église romane mentionnée dans des sources du XIIe siècle et qui dépendait dès sa fondation de l'abbaye Saint-Martial de Limoges. L'église actuelle a été édifiée à partir de 1861 et achevée vingt ans plus tard en 1881. De l'église romane du XIIe siècle, il subsiste la tour carrée, sans doute la base de l'ancien clocher, et l'ancienne abside du chœur. Construite dans un style néo-gothique, très apprécié au cours du XIXe siècle, la nouvelle église Saint-Martial reçoit un mobilier dans le même style : chaire à prêcher, autels et surtout Grand-Orgue du facteur bordelais Georges Wenner[61],[58]. L'église est inscrite comme monument historique depuis 1984[62].
- La chapelle Sainte-Marguerite de Grandmont ou la chapelle du Petit Grandmont fut fondée au XIIIe siècle par Audebert de Magnac, seigneur de Montmorillon. Du prieuré de Grandmont, il reste de nos jours le bâtiment ouest, qui fut réhabilité en 1994 puis en 2016, situé rue saint-Christophe[63].
- La lanterne des Morts de Moussac est classée monument historique depuis 1884[64].

#### Cultes
Catholicisme :
- Église Notre-Dame.
- Église Saint Martin

Protestantisme :
- Église Évangélique Action Biblique[65].

#### Patrimoine industriel
L'usine de meubles de cuisine : Domoform (anciennement usine Ranger), appartenant au groupe Snaidero était la dernière industrie de la commune. Elle a fermé ses portes pour des raisons économiques en 2006.

#### Patrimoine culinaire
- Le macaron de Montmorillon, fabriqué par l'entreprise Rannou-Métivier.
- La viande cuite à la broche : un mouton ou un agneau à la broche, souvent farci avec un mélange d'oseille, de pain, de lait et de lard gras (composantes principales du fard poitevin, ou encore du farci poitevin), accompagné de haricots blancs (« la favée » en patois), cuits avec un gros oignon piqué de clous de girofle. Les anciens y mettent encore le « gravé », bouts de lards gras roussis, et incorporés aux haricots avec le gras fondu.
- Le mijet (ou mijot) : mélange de vin, de sucre et de pain. Recette rafraîchissante, qui donnait lieu tous les ans à une fête locale, au lieudit les Mâts de Saulgé. Le mijet peut se décliner en « soupe à l'ajasse », où l'on remplacera le vin par du lait, et qui sera destinée aux enfants.

#### Patrimoine naturel
- Certains espaces naturels de la commune bénéficient de protections issues d'engagements internationaux notamment les Brandes de Montmorillons dont les habitats naturels sont protégés par la directive habitats-faune-flore sur 23 % de la surface communale[66].
- Les oiseaux sauvages et leur biotope sont protégés par la directive oiseaux sur 28 % de la surface communale dans les brandes de Montmorillon et les landes de Sainte-Marie[66].
- Des zones naturelles d'intérêt écologique, faunistique et floristique (ZNIEFF)[67] ont été définies et couvrent 46 % de la surface communale. Ces sites sont :
  - le camp militaire de Montmorillon ;
  - le rocher Bibocher ;
  - les Regeasses et Les Prés Touret ;
  - les landes de Sainte-Marie ;
  - les landes de Montmorillon.
- Un site est inscrit en tant que monument naturel : le Quartier Brouard et ses abords[66].
- Un site est classé en tant que monument naturel : la vallée de la Gartempe[66].
- Deux arrêtés préfectoraux de protection de biotope (APPB) couvrant 5 % de la surface communale concernent les tourbières des Regeasses et les Landes de Sainte-Marie.
- Selon l'Inventaire des arbres remarquables de Poitou-Charentes[68], il y a un arbre remarquable sur la commune qui est un magnolia à grandes fleurs situé près de l'église Notre-Dame de Montmorillon.

### Cimetières
La ville compte deux cimetières ouverts tous les jours, et ont pour noms : Cimetière Notre-Dame et Cimetière Saint-Martial. Ces cimetières furent créés au XIXe siècle à la suite de la fermeture des anciens cimetières paroissiaux.

### Patrimoine culturel

#### Musées
Plusieurs musées consacrés à des domaines variés sont implantés à Montmorillon. Parmi eux le musée d’Art et d’Histoire de Montmorillon qui conserve un fonds exceptionnel d’objets archéologiques de la Préhistoire à la période gallo-romaine, de peintures et de dessins du XVIIIe au XXe siècle et récemment, un fonds de photographies anciennes. Il dispose également de collections d’ethnologie et d’histoire naturelle.
Le musée de la machine à écrire et à calculer permet de découvrir l’histoire des machines à écrire, de leurs inventeurs, de leurs utilisateurs. Plus de 200 modèles de machines des années 1830 à 1980 sont exposées à la Préface, point accueil de la Cité de l’Ecrit, à Montmorillon.
Le musée de l'Amande et du Macaron : le musée permet la découverte de l'histoire du macaron à travers plusieurs espaces thématiques : culture de l'amandier, richesses de l'amande, fabrication du macaron... Le musée agrémente ses collections de nombreux supports visuels, sonores, gustatifs et olfactifs. Il présente aussi, une maquette d'une confiserie du XIXe siècle et un ancien four à macaron datant de 1950.

#### Équipements et salles de spectacles
Montmorillon compte plusieurs équipements consacrés à la culture et aux loisirs.
L'Espace Gartempe, inauguré en 2017, dispose de 4 salles qui permettent d’accueillir lors d’un concert 2886 spectateurs debout sur une surface de plus de 1 000 m2. Nolwenn Leroy ou encore Claudio Capéo se sont produits à l’Espace Gartempe.
Le Majestic, cinéma d'Art et d'essai à Montmorillon dispose d’une salle entièrement rénovée en 2014.

#### Bibliothèque municipale
La médiathèque Prosper Mérimée est inaugurée en 1998 dans une ancienne école primaire supérieure, puis annexe du lycée Jean Moulin de Montmorillon, entièrement réaménagé par M. Duclos, architecte. Sur près de 900 m2 d’espace public, réparti sur trois niveaux, le public peut découvrir une collection régulièrement mise à jour de romans, documentaires, de fonds spécialisés, d’une discothèque et d’une vidéothèque.

### La Cité de l'écrit et des métiers du livre
La Cité se situe au cœur du quartier médiéval qui se délabrait avant l'ouverture du site (juin 2000). Les bâtiments ont été achetés, rénovés et sont loués par la ville avec le soutien financier du département, de la Région et de l'Union européenne.
Montmorillon n'a pas inventé le concept des villages du Livre dont l'idée est de regrouper au sein d'un quartier pittoresque un maximum de boutiques dédiées au livres (d'abord Hay-on-Wye, au Pays de Galles à la fin des années 1960, puis Redu en Belgique, Bécherel en Bretagne...).
On y trouve aussi bien des bouquinistes, spécialistes du livre ancien et d'occasion (histoire, bandes dessinées, jeunesse, littérature générale, revues, etc.), que des artisans des métiers du livre : calligraphe, illustrateur. La Cité abrite aussi des cafés littéraires et un Jardin des Écrivains où, certains soirs d’été, des auteurs viennent lire des passages de leur œuvre sous les tonnelles. On y trouve aussi des brocantes, un atelier de potier et un peintre.
Des événements liés à l’écrit y sont organisés comme le Marché aux Livres Anciens le dimanche de Pâques, le Salon de l'Édition Indépendante fin septembre ou comme le Salon du Livre. L’été, des démonstrations gratuites sont organisées chez les artisans.
L’accès à la Cité de l’écrit et des métiers du livre de Montmorillon est libre et gratuit. L’accès aux ateliers et aux librairies est également gratuit puisqu’il s’agit de boutiques. En revanche, les artisans proposent des séances de démonstration et des stages d’initiation pour lesquels chacun fixe son tarif.

### Manifestations culturelles

#### Salon du Livre de Montmorillon
En 1990 a été lancée la première édition du « Salon du Livre » à Montmorillon. Rendez-vous culturel important de la région Nouvelle-Aquitaine, le salon réunit 120 écrivains autour d’une thématique forte. Depuis 2011, cette manifestation a lieu tous les ans au cœur de la cité de l’écrit, Place Régine Deforges à Montmorillon.

#### Printemps des Cartes
Depuis 2018, se tient à Montmorillon le Printemps des Cartes, au mois de mai. Il s'agit d'un festival consacré à la cartographie, organisé par l'Université de Poitiers et la MJC Claude-Nougaro de Montmorillon, et soutenu par des partenaires locaux. S'y déroulent des conférences, projections, tables-rondes, jeux et expositions.

### Films tournés à Montmorillon
Certaines scènes du film Un long dimanche de fiançailles ont été tournées sur le terrain militaire de Montmorillon le 13 octobre 2003.
Un documentaire sur l'octogone a été tourné durant sa rénovation (1997-1999)

### Héraldique
| Blason | Blasonnement : De gueules à la tour d'or, au chef cousu de sable chargé de quatre pals aussi d'or. |